# Hello Afrika
A Hello Afrika című album 1990-ben jelent meg a SweMix Records kiadónál. Az előadó Dr. Alban, a producer Denniz Pop. 1991-ben a lemezt újra kiadták. Az albumról 4 dal jelent meg kislemezen.

## Első kiadás
1. The Alban Prelude (1.33)
2. U & Mi (3.44)
3. No Coke (7.00) - with Intro
4. Sweet Reggae Music (5.25)
5. Hello Afrika (5.44)
6. China Man (5.04)
7. Groove Machine II (2.08)
8. Proud! (To Be Afrikan) (4.16)
9. Our Father (Pater Noster) (4.40)
10. Man & Woman (5.09)
11. No Coke (No Hasch-Hasch Mix) (6.10)
12. Hello Afrika (42 Street Mix) (6.29)
13. Thank You (4.19)

## Második kiadás
1. The Alban Prelude (1.35)
2. U & Mi (3.47)
3. No Coke (6.41)
4. Sweet Reggae Music (5.27)
5. Hello Afrika (5.45)
6. Sing Shi-Wo-Wo (Stop The Pollution) (3.42)
7. Our Father (Pater Noster) (4.44)
8. Proud! (To Be Afrikan) (4.17)
9. Groove Machine 2 (2.10)
10. U & Mi (Remix 91) (5.02)
11. No Coke (Float Remix) (3.49)

## Slágerlista
| Slágerlista (1990–91)                        | Legjobb helyezések |
| -------------------------------------------- | ------------------ |
| Ausztria (Ö3 Austria Top 40)                 | 2                  |
| Hollandia (Dutch Charts Album Top 100)       | 43                 |
| Németország (Offizielle Top 100)             | 11                 |
| Svédország (Sverigetopplistan Top 60 Albums) | 6                  |
| Svájc (Schweizer Hitparade Top 100 Albums)   | 8                  |

| Slágerlista (1991)                 | Helyezések |
| ---------------------------------- | ---------- |
| Austrian Albums (Ö3 Austria)       | 9          |
| Dutch Albums (Album Top 100)       | 93         |
| German Albums (Offizielle Top 100) | 49         |

## Eladások és minősítések
| Régió | Minősítés | Eladott példányszám |
| --- | --------- | ------------------- |
| Ausztria (IFPI Austria)                                                                                            | platina   | 50 000*             |
| Németország (BVMI)                                                                                                 | arany     | 250 000^            |
| Svájc(IFPI Switzerland)                                                                                            | arany     | 25 000^             |
| * Eladási példányszámok kizárólag a minősítés alapján. ^ Kiszállítási példányszámok kizárólag a minősítés alapján. |           |                     |